# Ричленд (Джорджія)
Ричленд (англ. Richland) — місто (англ. city) в США, в окрузі Стюарт штату Джорджія. Населення — 1370 осіб (2020).

## Географія
Ричленд розташований за координатами 32°5′20″ пн. ш. 84°39′43″ зх. д. / 32.08889° пн. ш. 84.66194° зх. д. (32.088762, -84.662001).  За даними Бюро перепису населення США в 2010 році місто мало площу 8,40 км², з яких 8,29 км² — суходіл та 0,12 км² — водойми.

## Демографія
Згідно з переписом 2010 року, у місті мешкали 1473 особи в 591 домогосподарстві у складі 372 родин. Густота населення становила 175 осіб/км².  Було 695 помешкань (83/км²).
Расовий склад населення:
| - 69,4 % — чорних або афроамериканців - 28,0 % — білих - 0,5 % — азіатів - 0,2 % — корінних американців |

До двох чи більше рас належало 1,0 %. Частка іспаномовних становила 2,2 % від усіх жителів.
За віковим діапазоном населення розподілялося таким чином: 22,6 % — особи молодші 18 років, 57,4 % — особи у віці 18—64 років, 20,0 % — особи у віці 65 років та старші. Медіана віку мешканця становила 43,5 року. На 100 осіб жіночої статі у місті припадало 82,5 чоловіків;  на 100 жінок у віці від 18 років та старших — 78,7 чоловіків також старших 18 років.
Середній дохід на одне домашнє господарство  становив 29 472 долари США (медіана — 19 079), а середній дохід на одну сім'ю — 32 078 доларів (медіана — 18 906). Медіана доходів становила 35 865 доларів для чоловіків та 21 944 долари для жінок. За межею бідності перебувало 40,4 % осіб, у тому числі 60,9 % дітей у віці до 18 років та 28,6 % осіб у віці 65 років та старших.
Цивільне працевлаштоване населення становило 462 особи. Основні галузі зайнятості: освіта, охорона здоров'я та соціальна допомога — 33,1 %, роздрібна торгівля — 16,5 %, виробництво — 12,3 %, публічна адміністрація — 12,1 %.